# Ruth Kark
Ruth Kark (רות קרק;  nascida em 1941) é uma geógrafa histórica israelense e professora de geografia na Universidade Hebraica de Jerusalém. Kark é uma pesquisadora reconhecida e especialista em geografia histórica da Palestina e de Israel. Em 2005, recebeu o Prêmio Israel na área de pesquisa geográfica sobre a Terra de Israel.

## Biografia

### Infância e educação
Kark concluiu seu bacharelado na Universidade Hebraica de Jerusalém em 1964, obteve um mestrado em 1972 e concluiu seu doutorado em 1977, tornando-se a primeira geógrafa israelense mulher com doutorado e pioneira na pesquisa de geografia histórica na Palestina e na Terra de Israel.

### Carreira acadêmica
Kark escreveu e editou 30 livros e publicou mais de 250 artigos científicos sobre a história e a geografia histórica da Palestina e da Terra de Israel. É conhecida por seu trabalho sobre assentamentos históricos no século XIX e no início do século XX, desenvolvimento de antigas e novas cidades na região (incluindo Jerusalém e Jaffa), missões na Terra Santa e compra de terras. Além disso, publicou trabalhos sobre mulheres e minorias, empreendedores sefarditas e propriedade de terras em culturas tradicionais e modernas no Oriente Médio. Kark tem participado frequentemente de audiências judiciais em Israel como uma especialista em disputas territoriais (entre diferentes igrejas, por exemplo) e como uma pesquisadora com reputação no campo da propriedade de terras pré-Estado de Israel.

## Prêmios e reconhecimento
Kark recebeu prêmios e bolsas de estudo, como o prêmio do Banco de Jerusalém e uma bolsa Fulbright (EUA-Israel). Em 2009, Kark Joseph Glass ganharam um prémio pela sua investigação sobre o desenvolvimento bancário na Palestina Otomana.
Em 2013, Kark recebeu o prêmio Yakir Yerushalayim (Prêmio Jerusalém) por suas contribuições à cidade de Jerusalém. Em 2014, recebeu o prêmio Herzl por sua pesquisa sobre os assentamentos na Terra de Israel e, em 2016, recebeu um prêmio de excelência da Associação Israelense de Geografia.
Em 2025, Kark recebeu o Prêmio Israel na área de pesquisa geográfica sobre a Terra de Israel. Kark é a primeira geógrafa a receber o prêmio na área de Geografia e também foi elogiada pela seu trabalho no destaque do papel das mulheres nos assentamentos e na sociedade da região.